# Caconeura risi
Caconeura risi – gatunek ważki z rodziny pióronogowatych (Platycnemididae). Występuje w Ghatach Zachodnich w stanie Kerala w południowo-zachodnich Indiach.